# Andrzej Panufnik
Sir Andrzej Panufnik (24. september 1914 i Warszawa, Polen – 27. oktober 1991 i London, England) var en polsk komponist og dirigent, bosat i London fra 1954. Hans klassiske musik var herefter bandlyst i Polen fra frem til 1976.
Blandt hovedværkerne er 10 symfonier, en violinkoncert og en hommage til Chopin. Han har bl.a. skrevet vuggevise for 29 strygere og to harper, nocturne for orkester og kvintcirkel for klaver.

## Vigtigste værker
- Symfoni Rustica (1948-1955) (nr. 1) - for orkester
- Symfoni Elegiaca (1957-1966) (nr. 2) - for orkester
- Symfoni Sacra (1963) (nr. 3) - for kor og orkester
- Symfoni Concertante  (1973) (nr. 4) - for fløjte, harpe og strygerorkester
- Symfoni di sfere (1974-1975) (nr. 5) - for orkester
- Symfoni Mistica (1977) (nr. 6) - for orkester
- Meta Symfoni (1978) (nr. 7) - for soloorgel, pauker, og strygerorkester
- Symfoni Votiva (1981) (nr. 8) - for orkester
- Symfoni della Speranza (1986-1990), (nr. 9) - for orkester
- Symfoni nr. 10 (1990) - for orkester
- Polonia (1959) - for orkester
- Violinkoncert (1971) - for violin og orkester
- Hyldest til Chopin (1949-1966) - for soloinstrumenter og  kammerorkester
- Koncert (1980) - for pauker, slagtøj og strygerorkester
- Kosmisk Abor (1983) - for orkester
- Fagotkoncert (1985) - for fagot og orkester
- Klaverkoncert (1972-1982) - for klaver og orkester